# Play the Game
"Play the Game" é uma canção da banda britânica de rock Queen, escrita por Freddie Mercury. É a primeira faixa do primeiro lado de seu álbum de 1980, The Game. Ela começa com uma série de ruídos sobrepostos, tocados em um sintetizador Oberheim OB-X, anunciando a aceitação da banda a instrumentos eletrônicos, deixando para trás sua época "sem sintetizadores". Eles tocaram em seus shows ao vivo de 1980 a 1982. O single foi um sucesso no país do Queen, chegando a #14 nas paradas. Na América, contudo, ganhou pequena resposta a atingir apenas #42.
O lado B, "A Human Body", nunca apareceu em nenhum álbum do Queen, mas foi finalmente lançada em formato CD, no "Box" de 2009: Singles Queen Collection Volume 2.
A capa do single, bem como o seu vídeo promocional, marca a primeira aparição de Freddie Mercury com o que mais tarde viria a se tornar sua marca registrada, o bigode. O vídeo também é notável pelo fato de Brian May não utilizar sua guitarra, a Red Special, e sim uma Satellite Stratocaster, provavelmente devido ao risco de danos envolvidos na cena em que Mercury arranca a guitarra de May para, em seguida, lançá-la de volta a ele.

## Ficha técnica
Banda
- Freddie Mercury - vocais. sintetizadores e piano
- Brian May - guitarra, vocais de apoio
- Roger Taylor - bateria, vocais de apoio
- John Deacon - baixo